# Mar Narsai De Baz
Mar Narsai D'Baz (* 17. Mai 1940 in Khabour, Syrien; † 14. Februar 2010 in Scottsdale, Arizona) war Metropolit von Libanon, Syrien und ganz Europa mit Sitz in Beirut der Assyrischen Kirche des Ostens.